# Giovanni Desperati
Giovanni Desperati (Pistoia, 14 ottobre 1884 – Aix-les-Bains, 27 aprile 1957) è stato un chimico e falsario italiano naturalizzato francese, noto soprattutto per la realizzazione di falsi francobolli immessi nel mercato del collezionismo filatelico.

## Biografia
Noto con il nome francese di Jean de Sperati, che assunse a partire dal 1909, il famoso falsario di francobolli nacque a Pistoia. 
Da ragazzo fu appassionato di tecniche di stampa, poiché aveva un cugino che lavorava in una tipografia. Appresa l'arte del tipografo emigrò forzatamente in Francia, a causa di problemi giudiziari, dove, insieme alla famiglia, iniziò a lavorare in proprio.
Dopo alcuni tentativi riuscì con abile maestria a copiare alcuni francobolli celebri del tempo, in particolare dei primi numeri di San Marino, e del Capo di Buona Speranza, molto richiesti dal mercato collezionistico. Piano piano mise su una vera e propria stamperia specializzata in falsi di francobolli, prevalentemente per collezionismo, vendendo le fedeli riproduzioni a 1% del valore di mercato dell'originale.
Fu condannato e poi assolto due volte, prima per accuse di falsificazione, e poi di riciclaggio.
Le sue imitazioni, così fedeli agli originali, sono vendute alle maggiori aste del mondo e sono difficili da riconoscere anche a confronto con gli originali. Sono riconosciute dalle maggiori comunità filateliche del mondo come "falsi d'arte filatelica", insieme alle simili opere di Fournier ed altri.